# Lakeba
Lakeba Island är en ö i Fiji.   Den ligger i divisionen Östra divisionen, i den västra delen av landet, 290 km väster om huvudstaden Suva. Arean är 62 kvadratkilometer.
Terrängen på Lakeba Island är platt. Öns högsta punkt är 210 meter över havet. Den sträcker sig 9,1 kilometer i nord-sydlig riktning, och 11,1 kilometer i öst-västlig riktning.  I omgivningarna runt Lakeba Island växer i huvudsak städsegrön lövskog.